# Terriers (serie de televisión)
Terriers es una serie de televisión estadounidense creada por Ted Griffin para FX. Se estrenó el 8 de septiembre de 2010. La serie fue cancelada por FX el 6 de diciembre de 2010, después de la primera temporada.

## Premisa
Expolicía y alcohólico en recuperación Hank Dolworth (Donal Logue) se asocia con su mejor amigo, el excriminal Britt Pollack (Michael Raymond-James), en una empresa de investigación privada sin licencia. La serie está ambientada en Ocean Beach, San Diego, California, a pesar de que se presenta como un pueblo distinto, con Dolworth habiendo sido una vez un miembro del ficticio Ocean Beach Police Department.

## Elenco

### Reparto principal
- Donal Logue como Henry "Hank" Dolworth.
- Michael Raymond-James como Britt Pollack.
- Laura Allen como Katie Nichols, novia Britt.
- Kimberly Quinn como Gretchen Dolworth, Hank exesposa.
- Jamie Denbo como Maggie Lefferts, abogado de Hank y el empleador a tiempo parcial.
- Rockmond Dunbar como el detective Mark Gustafson, amigo de Hank y exsocio.

### Elenco recurrente
- Loren Dean como Jason Adler, el novio de Margarita.
- Karina Logue como Stephanie "Steph" Dolworth, hermana de Hank (Karina y Donal Logue son hermanos en la vida real también).
- Alison Elliott como Laura Ross, un blogger muckraking.
- Michael Gaston como Ben Zeitlin, abogado local.
- Daren Scott como Burke (el "hombre del traje color canela"), Zeitlin "músculo".
- Alex Fernie como Swift, uno de los "ocupantes ilegales".
- Alex Berg como Blodgett, uno de los "ocupantes ilegales".
- Todd Fasen como Gunt, uno de los "ocupantes ilegales".
- Johnny Sneed como Profesor Owens, profesor de la universidad de Katie.
- Craig Susser como el detective Ronnie Reynolds, actual pareja de Mark en la fuerza.
- Stephen Frejek como Oficial de Robledo, un compañero policía.
- Zack Silva como Gavin, amigo de Katie de la universidad.
- Christopher Primos como Robert Lindus, promotor local de la tierra.

## Recepción
A pesar de los grados bajos, Terriers fue recibida con elogios de la crítica tanto. El 9 de diciembre de 2010, los tiempos de James Poniewozik han clasificado a Terriers en el #10 en su lista de los 10 programas de televisión en 2010. The Daily Beast de Jace Lacob seleccionado el programa como parte de sus 10 programas más vistos del año 2010. HitFix.com's Alan Sepinwall Terriers clasificado en la posición #3 en su lista de los 10 para 2010, así como el número 1 en su lista de las mejores nuevas series del 2010. El A.V. Club se clasificó como #7 en la lista de los mejores espectáculos de 2010. Matt Fowler de IGN le dio toda la temporada de "10" y lo calificó como una "experiencia gratificante TV masivamente como ningún otro". IGN también dio a Terriers su premio a la "Mejor Nueva Serie de 2010." La serie recibió una nominación al Nuevo Programa Sobresaliente por la Asociación de Críticos de Televisión.